# Risicocommunicatie
Risicocommunicatie omvat voorlichting en communicatie over risico’s waaraan mensen kunnen blootstaan voordat zich een ramp voordoet. 
Hiermee wordt dus niet crisiscommunicatie bedoeld. Deze vindt plaats terwijl of kort nadat er zich een ramp heeft voorgedaan. 
Risicocommunicatie is als vakgebied ontstaan in de jaren 70 van de vorige eeuw. Na een ramp met dioxine, een giftige stof die ontsnapte uit een chemische fabriek in het Italiaanse Seveso, werd de post-Seveso-richtlijn opgesteld. Dit verplichtte de Europese lidstaten hun inwoners actief te informeren over de risico’s rondom chemische fabrieken (Regtvoort e.a., 2007, p.94). In Nederland is de Seveso-richtlijn doorvertaald in het Besluit Informatie Risico's Zware Ongevallen (BIR). Voor België zie de verwijzing in: Sevesobedrijf.

## Dilemma's
Risicocommunicatie is een bijzonder domein. Lang niet altijd is vast te stellen hoe groot een bepaald risico is en hoe en wanneer burgers daar het best over geïnformeerd kunnen worden. Overheden worstelen daarom ook vaak met dilemma’s, zoals:
- Kenprobleem: niet alle risico’s zijn te kennen;
- Rest-risico’s: er zijn altijd risico’s waartegen de overheid burgers niet afdoende kan beschermen;
- Perceptieprobleem: men vreest onrust of paniek als men open is over risico’s. * Risico’s kunnen door inwoners onderschat worden.
- Verlies-verlies vrees: risicocommunicatie bevat voor zender noch ontvanger zelden een aangename boodschap.

## Zelfredzaamheid en handelingsperspectieven
De scheidslijn tussen risico- en crisiscommunicatie is soms heel dun. Een voorbeeld hiervan komt voor bij  zelfredzaamheid bij rampen. Zelfredzaamheid bij rampen omvat alle ‘handelingen’ die burgers ter voorbereiding, tijdens en na rampen verrichten om zichzelf te helpen opdat gevolgen beperkt blijven. Van belang zijn de handelingsperspectieven en -alternatieven; vooraf geformuleerde acties die men kan ondernemen bij een ramp. Een bekend voorbeeld is het devies: "Ga naar binnen, sluit ramen en deuren, zet radio of tv aan", een handelingsadvies dat hoorde bij de Postbus 51-campagne: ‘Als de sirene gaat...’. De opvolger van deze campagne, ‘Denk Vooruit’, speelt verder in op zelfredzaamheid en reikt handelingsperspectieven aan (zie Campagnes).

## Risicocommunicatie in Nederland
De wetgeving over risicocommunicatie is verder uitgebreid in de Wet Veiligheidsregio's en de Veiligheidswet BES. Deze wetten verplichten de overheid burgers te informeren over:
- de rampen en crises die hen kunnen treffen;
- de maatregelen die de overheid getroffen heeft ter voorkoming en verspreiding van rampen en crises;
- de te volgen gedragslijn.

Concreet betekent dit dat inwoners preventief worden geïnformeerd over risicobronnen in hun omgeving, over de kans dat een ramp zich voordoet en wat de gevolgen van een mogelijke ramp kunnen zijn voor hun gezondheid en welzijn (IPO, 2003, p.11). Ook de Wet openbaarheid van bestuur verplicht de overheid uit eigen beweging beleidsinformatie te verstrekken.

### Risicoperceptie en belevingsonderzoek
In de Wegwijzer Risicocommunicatie (Sleutelbos binnen handbereik) van het Interprovinciaal Overleg (IPO 2006) wordt gesteld dat het, om effectieve en ontvangergerichte risicocommunicatie te ontwikkelen, nodig is om eerst belevingsonderzoek te doen. Dat kan grootschalig regionaal publieksonderzoek zijn, maar ook kleinschalig lokaal en kwalitatief onderzoek. Inmiddels is dit soort onderzoek uitgevoerd in veel regio's, waaronder Friesland, Groningen, Drenthe, Gelderland, Noord-en Midden-Limburg, Utrecht, Zuid-Holland Zuid en de Rijnmond. Daaruit blijkt onder meer dat:
- de ongerustheid over omgevingsrisco's (waaronder externe veiligheid) gering is;
- de aandacht voor risicocommunicatie relatief laag is;
- het gros van de mensen via middelen en media geïnformeerd wil worden;
- bij een evident verhoogd (en potentieel levensbedreigend) risico mensen interpersoonlijke communicatie wensen met overheid en risicoveroorzakers.

### Actiepunten
De effecten/actiepunten die de overheid in Nederland met risicocommunicatie wil bereiken zijn:
- vergroten zelfredzaamheid van burgers;
- actief werken aan het vertrouwen van burgers in de overheid;
- burgers waakzamer maken door informatievoorziening.

Doel van deze actiepunten is om er voor te zorgen dat er zo min mogelijk slachtoffers vallen bij een ramp (Regtvoort e.a., 2007, p.94, 95).
In de Handreiking Risicocommunicatie van het ministerie van Binnenlandse Zaken en Koninkrijksrelaties worden ‘drie gouden principes van risicocommunicatie’ aangehaald:
- doe niet denigrerend over angst;
- zeg nooit dat het allemaal wel meevalt of dat er niets aan de hand is;
- leer het publiek wat men moet met angst.

### Campagnes
In 2006 lanceerde het Expertisecentrum voor Risico- en Crisiscommunicatie (ERC) van het ministerie van Binnenlandse Zaken en Koninkrijksrelaties de Postbus 51-campagne 'Denk Vooruit'. Met de lancering hiervan kreeg de campagne ‘Als de sirene gaat...’ na elf jaar een opvolger. Onder het motto ‘Rampen vallen niet te plannen, voorbereidingen wel’ wil Denk Vooruit de mensen door het geven van handelingsperspectieven meer zelfredzaam maken.

### Risicokaart
Een risicokaart is het specifieke communicatiemiddel dat bij risicocommunicatie hoort. Zo'n digitale kaart geeft per provincie in Nederland een overzicht van risicovolle- en kwetsbare objecten in een gebied. Ook overstromingsrisico's worden er op weergegeven. De wetgeving rondom de risicokaart is geregeld in artikel 45 van de Wet veiligheidsregio's (Wvr).

### Wet veiligheidsregio's en de organisatie van de risicocommunicatie
Sinds 1 oktober 2010 is de Wet veiligheidsregio's (Wvr) van kracht. Hierin wordt aangegeven dat de besturen van de veiligheidsregio's (VR's) verantwoordelijk zijn voor de risicocommunicatie. De besturen van de VR's worden gevormd door gemeentebestuurders. De crisiscommunicatie blijft een taak van de burgemeester in een gemeente (afhankelijk van de omvang van een calamiteit). 
Deze wetswijziging heeft gevolgen voor de organisatie van de risicocommunicatie. In de praktijk blijken VR's het beste te zijn toegerust om de regionale risicocommunicatie te verzorgen. Die dient zo goed mogelijk aan te sluiten bij de landelijke campagnes. 
Het verstrekken van lokale informatie over specifiek plaatselijke risico's en risicobronnen past het beste bij de taak van gemeenten. Dit vanwege de kortere (psychologische) afstand tot hun inwoners. Binnen de organisatie van de risicocommunicatie is afstemming tussen veiligheidsregio's en gemeenten gewenst. Verder leert de ervaring dat in de uitvoering samenwerking met de risicoveroorzakers (bedrijven e.d.) goede resultaten oplevert.

## Informatiebronnen